# Comité rink hockey

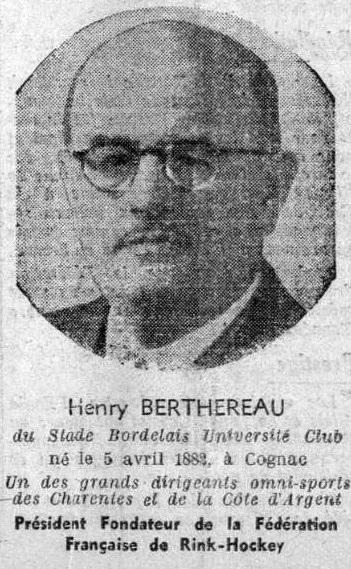
Henry Berthereau, Président-fondateur de la Fédération française de Rink Hockey (ici en 1940).

Le Comité Rink Hockey, ou CRH, est le comité technique de rink hockey responsable de ce sport en France. Il est placé sous l'autorité du Comité européen de rink hockey. Le CRH fait partie de la Fédération française de roller et skateboard.

## Comité directeur

### Composition
Ce comité, élu par l'assemblée générale du comité de rink hockey, gère le Comité Rink Hockey.

Il est composé d'un président, d'un ou plusieurs vice-président, d'un secrétaire général et d'un trésorier général.

### Fonctions
Il a pour rôle d'organiser les compétitions nationales et internationales, mais sans intervenir dans le rendu des sanctions disciplinaires. Il doit également s'occuper de l'évolution de la pratique sportive, en proposant des règles, donnant les outils pour la formation des arbitres et des entraineurs.

#### Compétitions
Le CRH organise les compétitions entre clubs et entre sélections régionales en France.
- Clubs
  - Championnat de France masculin[2]
  - Coupe de France masculine[3]
  - Championnat de France féminin[4]

- Sélections régionales
  - Championnats de France des régions[5]

## Assemblée générale du comité de rink hockey

### Composition
L'assemblée générale se compose de l'ensemble des représentants des associations sportives ayant au moins trois licenciés, affilié à la FFRS.

### Fonctions
Cette assemblée se réunit une fois par an.
Elle a pour rôle d'orienter et de contrôler la politique générale du comité. Elle fixe les montants pécuniaires liés aux déroulements des activités sportives (remboursement de frais, amende, caution, indemnité...). Elle adopte les divers règlements (générale, sportifs et techniques).